# 平安神宮神苑
平安神宮神苑（へいあんじんぐうしんえん）は京都府京都市左京区にある池泉回遊式の近代日本庭園。平安神宮の大極殿背後の周囲三方に配された南神苑、西神苑、中神苑、東神苑で構成される。面積は33,000平方メートル、作庭は小川治兵衛、1975年（昭和50年）に国の名勝に指定されている。
明治28年（1895年）、平安遷都千百年祭が開催されるにあたり創建されることになった平安神宮の社殿一帯の風致保存のために庭園を築造することになり、神苑造営が企画された。
当初に設けられた本殿東西の蒼龍池（東池）と百虎池（西池）の二つが最も古い。

## 施設
- 南神苑 - 1895年（明治28年）作庭
  - 平安の苑 - 仙台市長が苗木寄贈した八重紅枝垂桜の名所
- 西神苑
  - 四阿
  - 白虎池 - 6月には池畔に200種2000株の花菖蒲が咲く、茶席「澄心亭」
- 中神苑
  - 蒼龍池 - 1895年（明治28年）作庭
  - 臥龍橋 - 石柱は天正年間に豊臣秀吉が造営した三条大橋と五条大橋の橋脚の石材
  - 蒼龍楼
- 東神苑
  - 泰平閣（橋殿） - 京都御所から移築された建物
  - 栖鳳池
  - 尚美館（貴賓館） - 京都御所から移築された建物
  - 栖鳳池庭園

## 行事・祭事
- 時代祭

## 利用情報
- 開門時間 6:00 - 18:00（季節により変動）
- 年中無休（10月22日午後閉門）
- 所在地 - 〒606-8341 京都市左京区岡崎西天王町

## 交通アクセス
- 地下鉄東西線 東山駅下車 徒歩10分
- 京阪鴨東線 神宮丸太町駅下車 徒歩15分
- 京都市営バス5・32・46・急行100系統）「岡崎公園美術館・平安神宮前」下車